# 林瑞卿
林瑞卿，中華民國前立法委員，民進黨籍。

## 經歷
- 斗六市第3屆市民代表
- 民進黨雲林縣黨部第1、2、3屆執行委員
- 民進黨第2、3、4屆全國黨代表
- 民進黨雲林縣黨部第3屆主任委員
- 民進黨第4屆中央執行委員

## 外部連結
Template:第3屆中華民國立法委員全國不分區名單